# Flaviano de Autun
Flaviano de Autun foi um religioso francês, identificado por hagiógrafos como bispo de Autun. A lista episcopal o coloca como vigésimo-primeiro bispo. Deste bispo de Autun só se conhece o nome e sua festa é comemorada em 23 de agosto.